# الدوري المجري لكرة اليد
الدوري المجري لكرة اليد (Nemzeti Bajnokság I) هو الدوري الرئيسي لكرة اليد للمحترفين في المجر. يدار من قبل اتحاد كرة اليد المجري. تأسس في سنة 1951، ويتكون حاليا من قبل 14 فريقا. يعتبر نادي فيسبرم لكرة اليد هو الأكثر تتويجا بـ 23 لقبا.